# Gonini (geoportaal)
De website Gonini.org is het geoportaal van de Surinaamse overheid. Het bevat up-to-date kaarten en geografische, bos-gerelateerde gegevens die inzicht geven in met name het landgebruik, de landbedekking, ontbossing, infrastructuur en goudmijnbouw.
De website is genoemd naar de roofvogel harpij, gonini genoemd in Suriname, omdat deze hoog in de lucht goed zicht heeft op de bossen beneden.
De website is een initiatief van het ministerie van Ruimtelijke Ordening, Grond- en Bosbeheer (RGB) en werd op 28 december 2016 door minister Steven Relyveld gelanceerd in het Lalla Rookh-gebouw in Paramaribo. De lancering werd georganiseerd door de Stichting voor Bosbeheer en Bostoezicht (SBB) in samenwerking met Nationaal Instituut voor Milieu en Ontwikkeling in Suriname (Nimos) en het VN-Ontwikkelingsprogramma (UNDP). Het maakte deel uit van het REDD+programma (VN/FAO) en vormde een fase in de voorbereiding op de opzet van een Nationaal Bos Monitoringssysteem (NFMS). De gegevens van de website moeten ten dienste staan bij het maken van beleid door het ministerie en staan vanwege de locatie op het internet ook ter beschikking van de bevolking en onderzoekers.